# Фёрстер, Керстин
Керстин Фёрстер (нем. Kerstin Förster; род. 9 ноября 1965, Котбус), в девичестве Пилот (нем. Pieloth) — немецкая гребчиха, выступавшая за сборную ГДР по академической гребле в 1980-х годах. Чемпионка летних Олимпийских игр в Сеуле, двукратная чемпионка мира, победительница многих регат национального и международного значения.

## Биография
Керстин Фёрстер родилась 9 ноября 1965 года в городе Котбус, ГДР. Проходила подготовку в Дрездене в спортивном клубе «Айнхайт».
Первого серьёзного успеха на международном уровне добилась в сезоне 1982 года, когда вошла в состав восточногерманской национальной сборной и побывала на чемпионате мира среди юниоров в Италии, где одержала победу в зачёте парных двоек.
В 1983 году выступила на взрослом чемпионате мира в Дуйсбурге, откуда привезла награду серебряного достоинства, выигранную в парных рулевых четвёрках — в финале их команду опередила только сборная СССР.
На мировом первенстве 1986 года в Ноттингеме завоевала в парных четвёрках золотую медаль.
В 1987 году на чемпионате мира в Копенгагене вновь была лучшей в программе парных четвёрок.
Благодаря череде удачных выступлений удостоилась права защищать честь страны на летних Олимпийских играх 1988 года в Сеуле — в составе экипажа, куда также вошли гребчихи Кристина Мундт, Беате Шрамм и Яна Зоргерс, заняла первое место в четвёрках парных, получив золотую олимпийскую медаль. Вскоре по окончании этой Олимпиады приняла решение завершить спортивную карьеру.
За выдающиеся спортивные достижения дважды награждалась орденом «За заслуги перед Отечеством» в золоте (1984, 1986). Кавалер ордена «Звезда дружбы народов» в золоте (1988).
Впоследствии получила высшее педагогическое образование, работала тренером в Дрездене. В 2005 году опубликовала книгу Die Managerin und ihre Mehrzahl.
Замужем за немецким гребцом Олафом Фёрстером, так же побеждавшим на Олимпиаде 1988 года. Есть двое детей.